# Windmühlenberg (Karlsruhe)

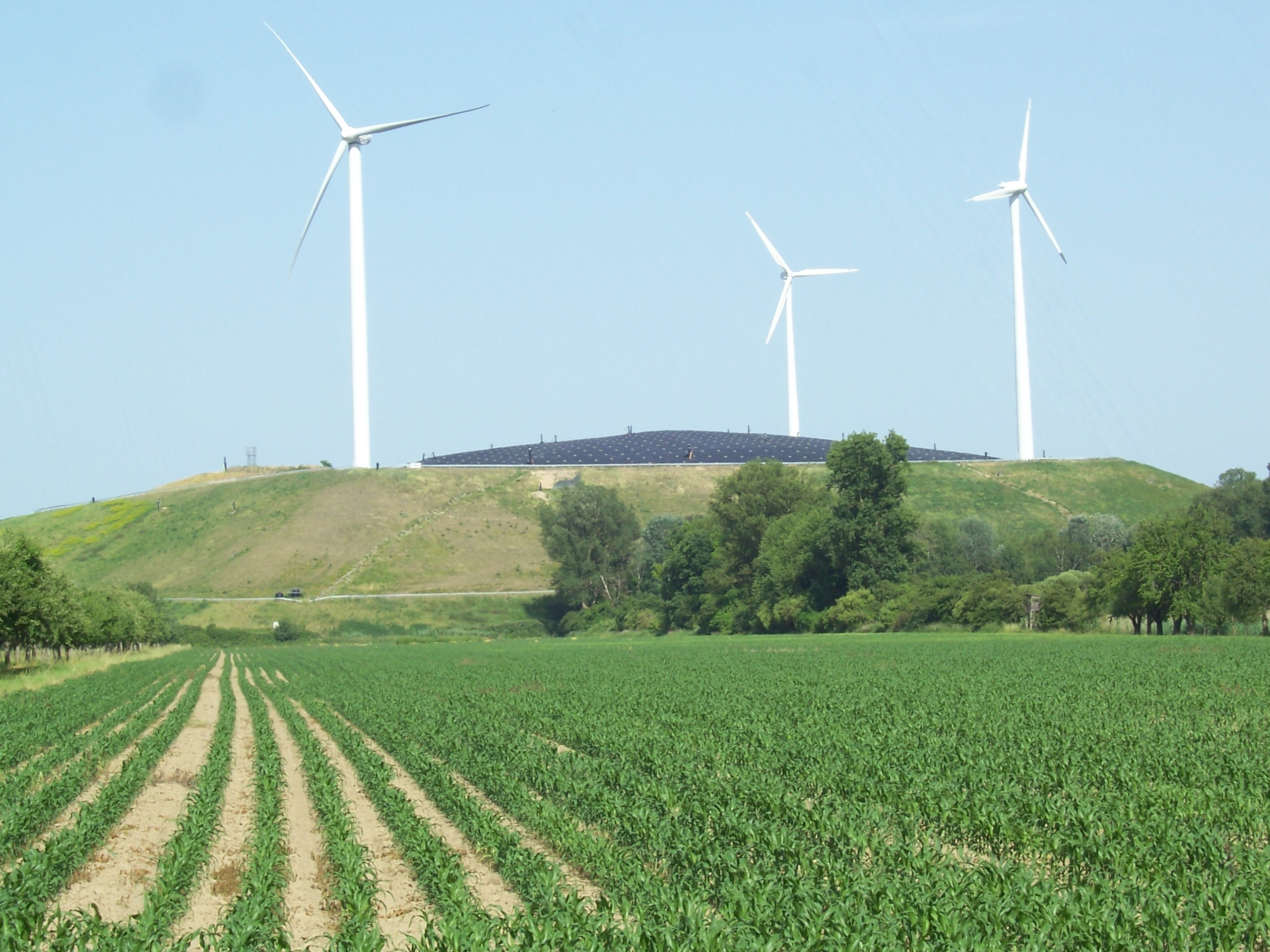
Blick auf den Windmühlenberg von Westen

Der Windmühlenberg, auch Energieberg genannt, ist eine rund 60 m hohe ehemalige Mülldeponie (Mülldeponie West) in Karlsruhe. Der Hügel liegt am Nordrand des Karlsruher Rheinhafens und gehört zum Stadtteil Knielingen. Seinen Beinamen Energieberg bekam er, weil dort mit zwei (2002 bis 2018 drei) Windkraftanlagen, einer Photovoltaikanlage und zweier Blockheizkraftwerke Strom und Wärme erzeugt wird. 

## Geschichte
Nach Ende des Zweiten Weltkrieges wurde die Fläche erstmals für die Entsorgung des Kriegsschutts genutzt. Später wurde darauf auch Hausmüll entsorgt.
Seit dem Rohmülldeponierungsverbot im Jahr 2005 wird dort kein neuer Müll mehr eingelagert. Seit Juni 2005 werden täglich die mehr als 200 Tonnen Müll per Zug nach Mannheim gebracht, und im Heizkraftwerk Nord entsorgt. Der Müll aus Karlsruhe macht rund 10 % des dort verbrannten Mülls aus.

## Energiegewinnung

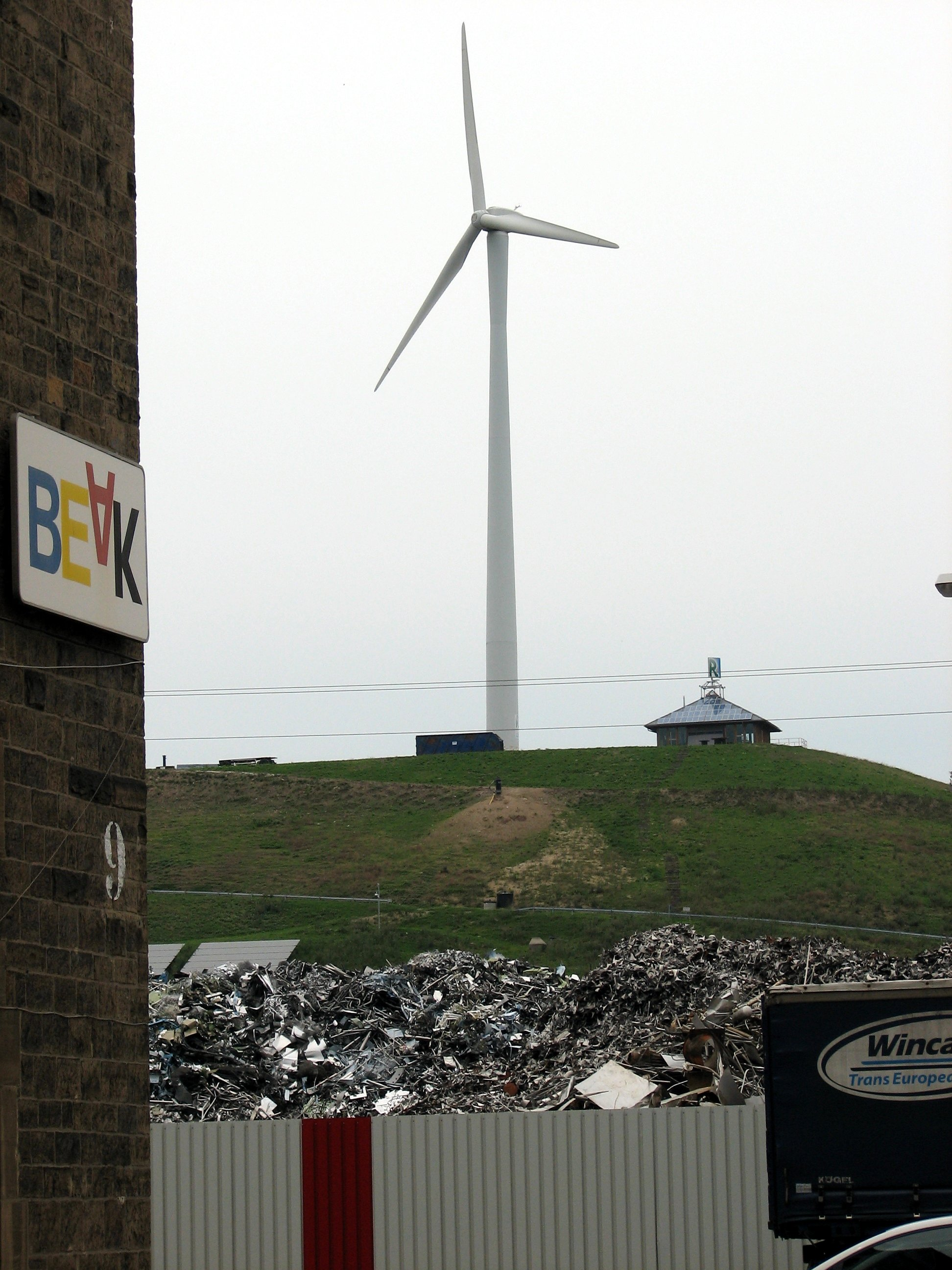
Der Windmühlenberg vom Rheinhafen aus gesehen

Zwischen 1999 und 2003 wurden drei Windkraftanlagen auf dem Windmühlenberg installiert. Die beiden ersten Anlagen hatten eine Leistung von jeweils 750 kW, die dritte 1.500 kW. Um die Windstromproduktion zu erhöhen, wurden die beiden kleineren Anlagen durch eine größere Anlage vom Typ Senvion (2.000 kW) ersetzt. Am Südhang errichteten die Stadtwerke Karlsruhe 2005 außerdem eine große Photovoltaikanlage. Des Weiteren wird das Deponiegas, das durch die Zersetzung des Mülls entsteht, seit 1997 in Blockheizkraftwerken verbrannt. Da allerdings auf der Deponie kein neuer Abfall mehr abgelagert wird, nimmt die Entwicklung von Deponiegas und damit auch die Energieerzeugung stetig ab. Insgesamt werden heute auf dem Energieberg pro Jahr rund 10 Millionen kWh Strom regenerativ erzeugt. Zusätzlich werden über ein Nahwärmenetz die Betriebs- und Bürogebäude auf der Deponie sowie ein nahegelegenes Straßenbahndepot versorgt.

## Konstruktion
Um auf der Mülldeponie Windkraftanlagen bauen zu können, mussten detaillierte Untersuchungen durchgeführt und anschließend besondere Vorkehrungen getroffen werden. Zum einen weisen Mülldeponien nur eine begrenzte Steifigkeit vor. Außerdem zersetzen sich die eingelagerten organischen Substanzen, was zur Folge hat, dass sich die Deponie nach und nach senkt.
Um auf mögliche Neigungen der Anlagen reagieren zu können, wurden daher Korrekturmöglichkeiten eingebaut. Des Weiteren wurde mit Spezialisten des Karlsruher Instituts für Technologie ein besonderes Fundament entwickelt.